# HMS Queen Elizabeth (R08)
La HMS Queen Elizabeth (distintivo ottico: R08) è la capofila della classe omonima; è la seconda nave della Marina britannica a essere battezzata in onore della regina Elisabetta. 
La sua costruzione è iniziata nel 2009 presso il cantiere navale Rosyth Dockyard a Rosyth (sul Firth of Forth, in Scozia) di proprietà di Babcock International; la nave è stata completata ed immessa in servizio nel dicembre 2017 divenendo pienamente operativa nel 2020.